# (500879) 2013 JH64
(500879) 2013 JH64, também escrito como (500879) 2013 JH64, é um objeto transnetuniano que está localizado no disco disperso, uma região do Sistema Solar. Ele possui uma magnitude absoluta de 5,8 e tem um diâmetro estimado de 304 quilômetros.

## Descoberta
(500879) 2013 JH64 foi descoberto no dia 7 de maio de 2013 pelo Outer Solar System Origins Survey.

## Órbita
A órbita de (500879) 2013 JH64 tem uma excentricidade de 0,388 e possui um semieixo maior de 59,643 UA. O seu periélio leva o mesmo a uma distância de 36,505 UA em relação ao Sol e seu afélio a 82,782 UA.